# 199900 Brunoganz
199900 Brunoganz è un asteroide della fascia principale. Scoperto nel 2007, presenta un'orbita caratterizzata da un semiasse maggiore pari a 2,6497122 UA e da un'eccentricità di 0,1641705, inclinata di 15,60179° rispetto all'eclittica.
È dedicato all'attore svizzero Bruno Ganz.